# Кочинская фондовая биржа
Кочинская фондовая биржа — одна из главных фондовых бирж в Индии. Расположена в Кочине, Керала. Была основана в 1978 году и в настоящее время насчитывает акции примерно 240 компаний, имеющих листинг на бирже. Биржа играет важную роль в регионе своего месторасположения.